# NGC 5508
NGC 5508 é uma galáxia lenticular (S0) localizada na direcção da constelação de Boötes. Possui uma declinação de +24° 38' 08" e uma ascensão recta de 14 horas, 12 minutos e 29,0 segundos.
A galáxia NGC 5508 foi descoberta em 20 de Abril de 1882 por Édouard Jean-Marie Stephan.